# Ameniscomys selenoides
Ameniscomys selenoides és una espècie de mamífer rosegador extint de la família dels aplodòntids, que actualment només conté una espècie vivent, el castor de muntanya. Visqué a Europa durant el Miocè mitjà. Es tracta de l'única espècie d'aplodòntid trobada en aquest continent.